# جان كلود شميت
جان كلود شميت (بالفرنسية: Jean-Claude Schmitt)‏ هو مؤرخ فرنسي، ولد في 4 مارس 1946 في كولمار في فرنسا.